# Mulheres Xikrin
Mulheres Xikrin é uma obra da professora Arissana Braz Bomfim de Souza "Pataxó", exposta pela primeira vez na Exposição "Resistência", realizada entre os dias 13 e 17 de março de 2018, no Fórum Social Mundial, no Universidade Federal da Bahia, em Salvador (BA). No ano seguinte, foi exposto na Casa Brasileira, em São Caetano (SP).  A temática da pintura remete à luta e resistência dos povos indígenas e à força de suas mulheres na busca por seus direitos, relacionando-se à vida pessoal da artista.

## História
Em 2020, Arissana relatou que a pintura se inspirou em uma fotografia que ela mesma tirou enquanto acompanhava os eventos dos então Jogos Nacionais Indígenas de 2010, realizados em Palmas (TO). De acordo com ela, observava um grupo de mulheres da etnia Xikrin realizarem uma dança quando percebeu a força do movimento corporal de união realizado por essas mulheres e presente nas manifestações de outros povos indígenas, então decidiu registrá-lo em uma fotografia.

## Descrição
A pintura retrata uma cena na qual três mulheres - conforme o título da obra - aparecem de costas para o observador, lado a lado, unidas umas às outras pelos braços e com os rostos direcionados a um cenário fantasioso, formado por pinceladas de tons alaranjados, avermelhados e amarelados, com alguns pontos brancos. Mesmo sem vermos seus rostos, a posição de suas cabeças dá a entender que estão levemente erguidas, dando a entender que fazem frente aos tons quentes que desabrocham do cenário.
Apresenta-se uma predominância de tons quentes, do preto e de tons alaranjados de muito impacto visual e remetem a elementos utilizados como o carvão, urucum ou barro. Os contornos do desenho bem marcados e encurvados, dando um aspecto circular às formas dos corpos.
As três mulheres têm cabelos de comprimento mediano para longo, pretos, lisos e brilhosos. Seus braços as entrelaçam, na medida em que suas mãos direitas estão nos ombros da mulher que se segue e os braços esquerdos aparecem ao redor da cintura da anterior.
Da esquerda para a direita, a primeira mulher aparece com apenas uma mão - pintada em tom acobreado feito com a mistura de laranjas e amarelos, com as pontas dos dedos escuras e uma pulseira amarela - em seu ombro, sem o restante do corpo da mulher a qual pertence, dando a entender que a corrente feminina continua à esquerda. A primeira mulher apresenta o que parece uma veste nas cores branca e amarela, com uma pintura corporal acinzentada ao longo do seu tronco e de seu braço direito, chega até a metade do antebraço, sendo interrompida pelo tom acobreado que parece se tratar de uma cor de pele, e é retomada quando chega aos dedos. Na parte inferior do braço direito, vê-se um reflexo alaranjado, fazendo referência a um fundo de cor da pele da mulher.
A segunda mulher aparece mais ao centro da pintura, com o braço esquerdo passando por baixo do braço direito da primeira mulher. Seus dois braços estão tingidos com o mesmo tom escuro acinzentado até a metade do antebraço, com um listra mais escura marcando o fim da coloração e o início do tom acobreado que remete a um tom de pele. Neste braço, há uma iluminação maior no braço formada pelo fundo da cor da pele e por pinceladas em branco, denotando maior incidência de luz sobre o membro. Usa um tecido alaranjado que cai dos ombros e uma pulseira azul clara fina e os dedos também aparecem tingidos da cor acinzentada, estando a mão direito depositada sobre a mão da terceira mulher.
A terceira mulher, mais à direita da cena, aparece com um veste no mesmo tom da utilizada pela mulher anterior, mas o nó que une o tecido fica evidente, ao contrário das anteriores. Em seu tronco e em seus braços há um grafismo listrado em preto e em um tom terroso. Seu braço esquerdo passa por baixo do braço direito da mulher que está ao meio, enquanto seu braço esquerdo aparece sobre um braço recortado no canto direito da imagem, dando a entender que existe mais uma mulher nesta ponta, que não aparece no quadro. Este braço apresenta uma pulseira azul grafada com duas listras finas vermelhas, cortadas ao meio por um listra grande branca e quadrados vermelhos em seu interior.

## Interpretação

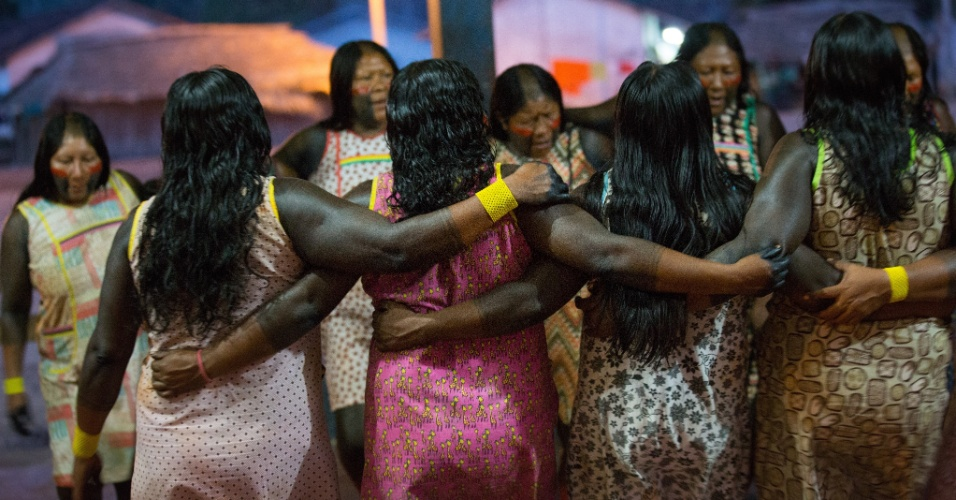
Autor: José Cícero da Silva/ Agência Pública

A obra carrega consigo uma referência aos grafismos corporais da etnia Xikrin. Os Xikrin pertencem ao tronco linguístico Macro-Jê e falam a língua mebêngôkre. Atualmente, de acordo com o Instituto  Indígena Botie Xikrin, estão localizados no Sudeste do Estado do Pará, no município de Parauapebas e encontram-se divididos em cinco aldeias: Kateté, Djudjêkô, Ôdjã, Pokró e Krimei. Como um povo indígena que possui grande afinidade com as águas dos rios - que fazem parte da maneira pela qual entendem a si mesmos e ao mundo -, sua cosmovisão frequentemente é confrontada com a atividade de empresas mineradoras poluentes e com o agronegócio. Entre seus principais padrões de pintura corporal, está a pintura de espinha de peixe, representada na pintura de Arissana Pataxó, na figura da terceira mulher, da esquerda para a direita.
A pintura apresenta uma ideia de continuidade, na medida em que dá a entender que há mais mulheres unidas em uma grande corrente, sustentando umas às outras frente ao que precisam enfrentar, nos ajudando a pensar a existência dos indígenas e seus desafios na contemporaneidade. A corrente parece continuar tanto para trás, remetendo a ideia de ancestralidade e às mulheres indígenas que construíram o caminho até aqui, quanto para frente, como uma janela para aquelas que ainda estão por vir, cujo futuro depende da presença e da luta das mulheres até o momento.
O olhar sobre o horizonte e a postura de enfrentamento nos leva a imaginar que, cada vez mais, os povos originários direcionam seu olhar para o mundo externo, pensando a si mesmos frente à questões políticas.

## Artista
Arissana Braz Bomfim de Souza "Pataxó" é uma artista visual, pesquisadora e professora de etnia Pataxó, nascida em Porto Seguro, Bahia, no ano de 1983. Cresceu na aldeia urbana denominada Coroa Vermelha, também situada em Porto Seguro. Realizou sua primeira exposição individual - "Sob o olhar Pataxó" - em 2007 no Museu de Arqueologia e Etnologia da Universidade Federal da Bahia (UFBA). Cursou a Graduação em Artes Plásticas na UFBA entre 2005 e 2009, o Mestrado em  Estudos Étnicos e Africanos entre 2010 e 2012 sob orientação da Prof. Dra. Maria Rosário de Carvalho e da Prof. Dr. América Lúcia César, na mesma instituição. Atualmente, cursa o Doutorado do Programa de Pós-graduação em Artes Visuais da UFBA, sob orientação da Prof. Dra. Rosa Gabriela de Castros Gonçalves.
Participou das seguintes exposições artísticas: “Sob o olhar Pataxó”, em 2007, no Museu de Arqueologia e Etnologia da UFBA; “Mira! – Artes Visuais Contemporâneas dos Povos Indígenas”, no Espaço do Conhecimento, Belo Horizonte, MG, em 2013, e na Casa da Cultura da América Latina (CAL), Brasília, DF, em 2014; “I Salão de Arte Indígena na Bahia”, no Museu Histórico  Cultural de Porto Seguro,  Bahia, em 2016; “Pimeässä en ole neliraajainen” (No escuro eu não tenho quatro membros), no Centro de Trøndelag para Arte Contemporânea de Trondheim, na Noruega, em 2017;“Resistência”, como parte do Fórum Social Mundial de 2018, na Bahia; e Na Casa Brasileira, São Caetano (SP), em 2019.
É professora de artes e do idioma Patxohã no Colégio Estadual Indígena de Coroa Vermelha.